# Dilophus arenarius
Dilophus arenarius är en tvåvingeart som beskrevs av Edwards 1935. Dilophus arenarius ingår i släktet Dilophus och familjen hårmyggor. Inga underarter finns listade i Catalogue of Life.